# Elliottdale
Eliottdale là giống cừu nội địa của Úc có nguồn gốc từ Tasmania. Nó là một giống len thảm được nuôi chủ yếu cho len của nó. Do số lượng lông của giống Eliottdale rất nhiều, nó cần phải được cắt lông hai lần mỗi năm.

## Đặc điểm
Lông của giống cừu này có đường kính sợi từ 38 - 40 micron. Ở mỗi lần cắt, lông của nó dài khoảng 120 đến 200 mm (4,7 đến 7,9 in) và nặng khoảng 6,0 kg (13,2 lb). Trung bình, những con cừu đực giống này nặng 70 kg (150 lb) và con cái nặng 58 kg (128 lb) khi trưởng thành. Các con đực của giống cừu Eliottdale có thể có sừng hoặc không sừng. Cừu cái luôn luôn không có sừng. Loài này có màu trắng và màu unicolor.

## Lịch sử
Elliottdale được nuôi để lấy thịt cừu và lông. Khi đàn cừu ở trạm nghiên cứu Elliott (Tasmania) nó đã được ghi lại, và các chỉ số sinh sản được các nhà di truyền học phát triểncho cả lông và thịt. Mặc dù các nhà lai tạo hiện tại không có nguồn lực để tiếp tục phương pháp này, người ta đã sử dụng phương pháp lựa chọn truyền thống, với sự nhấn mạnh về xác nhận và sự phù hợp của thị trường thịt, vì đây là mục đích kinh tế của doanh nghiệp chăn nuôi cừu hiện nay. Vào cuối những năm 1980, Hội chợ và Triển lãm Cừu Thế giới được tổ chức tại Launceston, Tasmania. Có thể lập luận rằng giống Elliottdale là giống thành công nhất trong các cuộc đua về cừu thịt được tổ chức. Điều này chủ yếu là do thời gian của chương trình tuy nhiên, như hầu hết các giống thịt truyền thống tỏ ra quá béo trong các giống cừu nặng hơn và Elliottdale phân bổ chất béo của nó trong thịt đồng đều hơn và đã được xác nhận tốt hơn so với các giống khác trong các phân khúc cừu có trọng lượng nhẹ hơn. Cừu thịt được có mặt trong cuộc thi chỉ đến từ năm nhà lai tạo, và đặc trưng trong các vị trí trong hầu hết các phân khúc; một số phân khúc có tới 50 loại cừu thịt tham gia thi đấu.